# Ben Martin
Ben Martin (Greenwood, 26 augustus 1987) is een Amerikaans golfprofessional. Hij kwalificeerde zich in 2014 voor de PGA Tour, waarop hij ook in 2011 actief was.

## Loopbaan
Als een golfamateur, golfte Martin op drie major golfkampioenschappen. In 2010 werd hij een golfprofessional en maakte zijn debuut op de eGolf Professional Tour waar hij zijn eerste profzege behaalde door de Forest Oaks Classic te winnen. In eind 2010 kwalificeerde hij met een tweede plaats op de qualifying school voor de PGA Tour in 2011.
In eind 2011 verzamelde Martin onvoldoende toernooigeld voor een speelkaart in 2012. In 2012 en 2013 golfte Martin op de Web.com Tour. In juni 2013 behaalde hij op de Web.com zijn eerste zege door het United Leasing Championship te winnen.
In 2014 kwalificeerde Martin voor de PGA Tour-seizoen 2014/15 waar hij op 19 oktober 2014 het Shriners Hospitals for Children Open won.

## Prestaties
PGA Tour
| Nr. | Datum           | toernooi                             | Score           | Score | Info |
| --- | --------------- | ------------------------------------ | --------------- | ----- | ---- |
| 1   | 19 oktober 2014 | Shriners Hospitals for Children Open | 68-66-62-68=264 | –20   |      |

Web.com Tour
| Nr. | Datum           | toernooi                    | Score           | Score | Info                                                              |
| --- | --------------- | --------------------------- | --------------- | ----- | ----------------------------------------------------------------- |
| 1   | 30 juni 2013    | United Leasing Championship | 69-72-68-67=277 | –11   | Won de play-off van Joe Affrunti, Ashley Hall en Billy Hurley III |
| 2   | 4 augustus 2013 | Mylan Classic               | 66-67-67-67=267 | –17   |                                                                   |

Overige
- 2010: Forest Oaks Classic (eGolf Professional Tour)